# Wandern (Bienen)

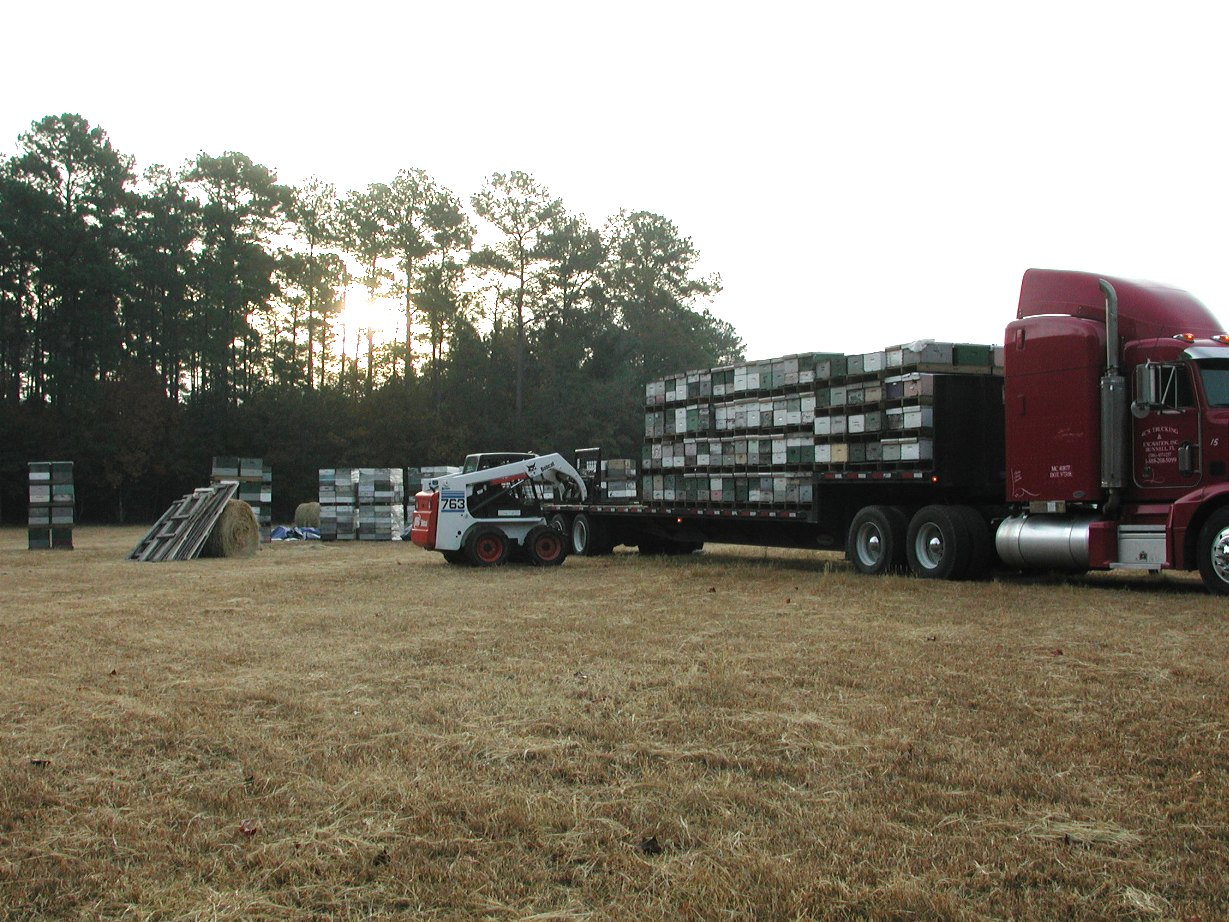
Wanderung mit Bienenvölkern in großem Maßstab in den USA mit einem LKW-Auflieger

Wandern bezeichnet in der Imkerei das Verstellen von Bienenvölkern an einen anderen Standort. Dabei verbringen Imker Bienenvölker in einer verschlossenen Beute (Behausung) mittels Fahrzeugen, wie Pkw mit Anhänger, Lieferfahrzeug, LKW, an einen anderen Standort. Bienenwanderungen dienen vor allem dazu, eine bessere Honigernte durch die Nutzung verschiedener Trachten zu erzielen. Wanderungen werden auch vorgenommen beim Verkauf von Bienenvölkern oder zum Bestäubungseinsatz.

## Geschichte

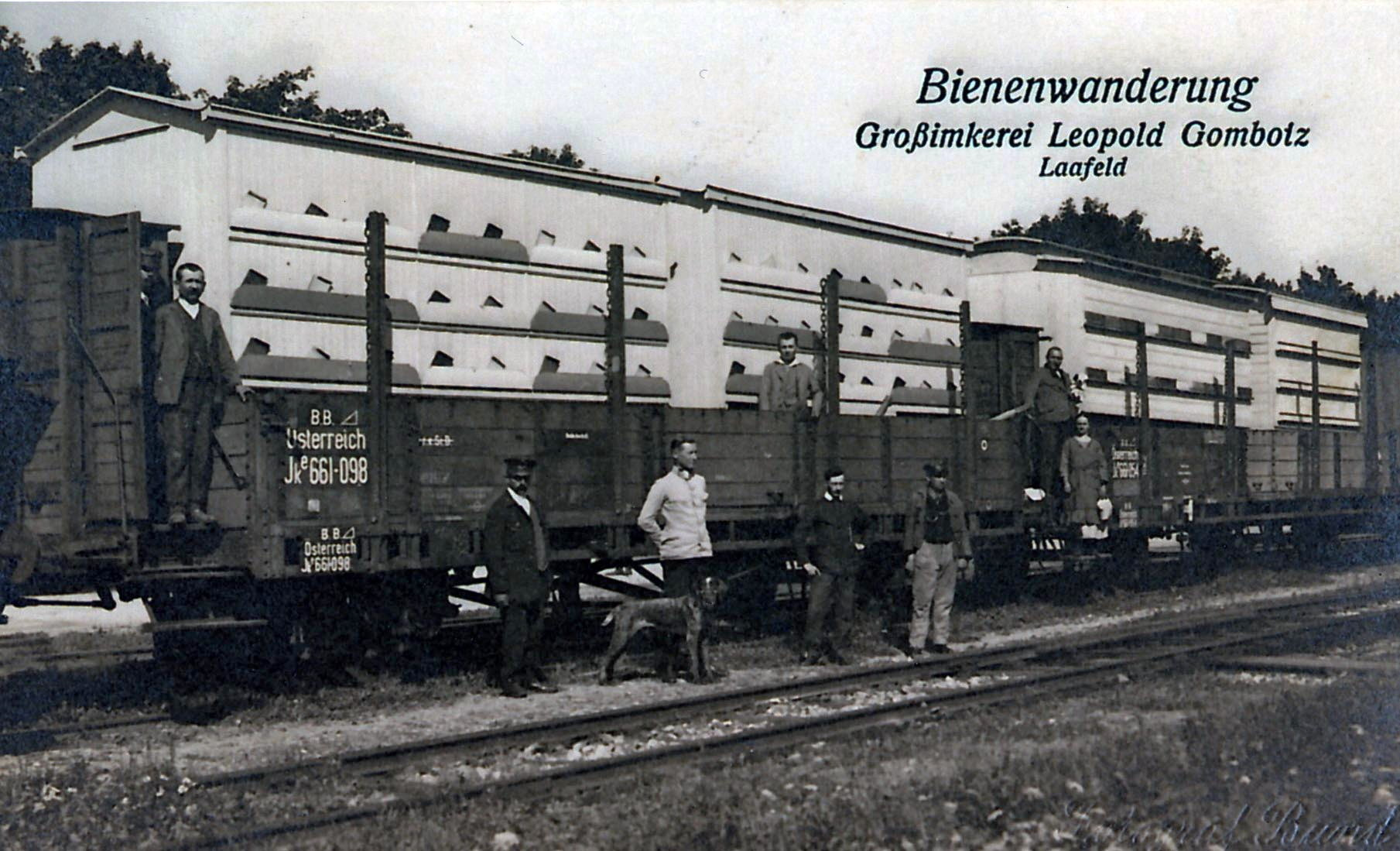
Historische Bienenwanderung per Eisenbahn mit den von Leopold Gombocz entwickelten Bienenwagen, die vom Fahrgestell getrennt auf Güterwaggons transportiert wurden (1921)

Bereits im alten Ägypten wurden Bienenkörbe auf dem Nil transportiert. Auch in der heute selten gewordenen Heideimkerei war über Jahrhunderte das Verstellen von Bienen an einen anderen, günstigeren Standort üblich.
Seit Aufkommen des Güterverkehrs mit der sich im 19. Jahrhundert rasch entwickelnden Eisenbahn wurde diese auch für Bienentransporte genutzt, zunächst in verschiedenen europäischen Ländern und in Russland, später auch in den USA und anderen Ländern. Bis Anfang des 20. Jahrhunderts wurden jedoch meist nur einzelne Bienenstöcke oder wenige Bienenvölker „per Bahn“ und nicht „per Achse“ (Pferdewagen) transportiert. Der österreichisch-ungarische Großimker Leopold Gombocz (1875–1943) aus Laafeld in der Steiermark  gehörte mit zu den ersten Imkern, die das neue Transportmittel für die Bienenwanderung in großem Stil nutzten und jeweils mehrere Hundert Bienenvölker mit der Bahn zu weit entfernten Standorten brachten.

## Praxis

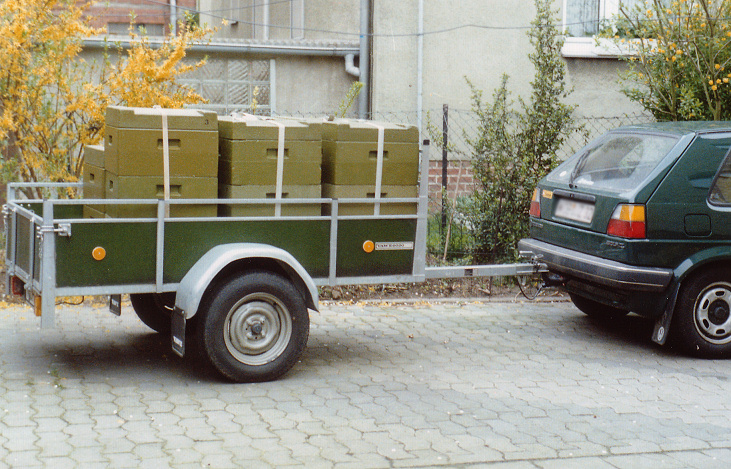
Wanderung eines Freizeitimkers mit Bienenvölkern in Magazinbeuten auf einem Pkw-Anhänger

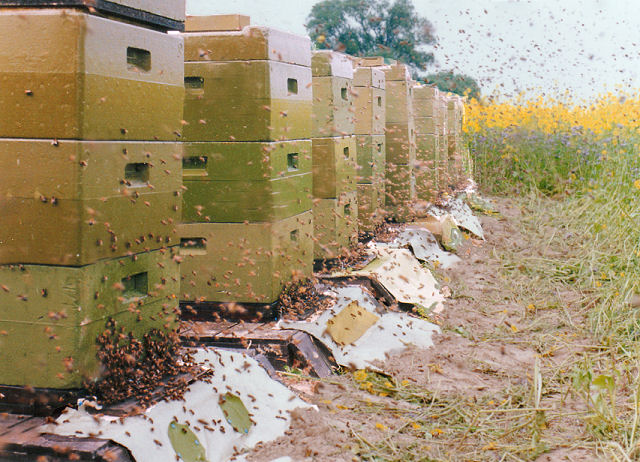
Aufstellung der Magazinbeuten als Wanderstand an einem Rapsfeld

Das Wandern wird zu einer Tageszeit vorgenommen, zu der der Imker sicher sein kann, dass sich so wenig Bienen wie möglich außerhalb der Beute befinden. Daher erfolgen Bienenwanderungen vorzugsweise frühmorgens, spätabends oder nachts. Zudem ist es dann kühler und die Bienen bleiben beim Transport ruhiger.
Zum Wandern werden die Bienenbeuten verschlossen. Bei modernen Bienenkästen gibt es Klappen oder Schaumgummistreifen zum Verschließen des Fluglochs. Zudem sind die meisten Bienenkästen mit einem offenen, luftdurchlässigen Boden mit einem Insektengitter (sogenannter Gitterboden) versehen. Für Magazinbeuten gibt es Wanderaufsätze aus Gaze, so dass die Beute nach oben geöffnet ist, die Bienen aber nicht entweichen können. Gelegentlich versprühen Imker von oben Wasser auf die Bienen, um die Temperatur im Bienenvolk zu senken. Eine große Gefahr beim Wandern besteht darin, dass die Bienenvölker verbrausen: Bienen können bei Unruhe oder ungenügender Wärmeabführung so hohe Temperaturen erzeugen, dass Waben, Honig und Bienen verschmelzen.
Der neue Standort muss mindestens 2 km vom alten Standort entfernt sein, damit es nicht zum Rückflug der Flugbienen zu dem ihnen bekannten früheren Standort kommen kann. Für die Orientierung am neuen Standort benötigen die Bienen etwa einen halben Tag.
Sinnvoll sind Wanderungen mit Bienen zur Steigerung des Honigertrags und zur Sicherung der Bestäubung von Nutzpflanzen (Obstbau, Raps, Sonderkulturen). Imker wandern auch im Vorfrühling oder im Spätsommer blühende Felder an, um die Bienen mit einem großen Pollenangebot zu versorgen.
Erforderlich sind Bienenwanderungen auch beim Verkauf von Bienenvölkern an andere Imker und beim Errichten und Beschicken von Belegstellen.

## Juristische Regelungen (Deutschland)
Zur Verhinderung der Ausbreitung von Bienenkrankheiten, insbesondere der Faulbrut, durch Wanderungen bestehen in Deutschland Schutzbestimmungen. Auf Bundesebene enthält die Bienenseuchen-Verordnung (Bienenseuchen-VO) in § 5 (1) und (3) prophylaktische Wandervorschriften. Demnach ist das Verstellen von Bienenvölkern unverzüglich nach dem Eintreffen der am neuen Standort zuständigen Stelle (in der Regel das Veterinäramt des Landkreises) unter Vorlage einer gültigen Bescheinigung des für den Herkunftsort zuständigen beamteten Tierarztes anzuzeigen. Aus der Gesundheitsbescheinigung muss hervorgehen, dass die Völker frei von Amerikanischer Faulbrut sind und der Herkunftsort nicht in einem Faulbrut-Sperrbezirk liegt.
Weiterhin bestehen in den Bundesländern Landesbienengesetze (Beispiel: Mecklenburg-Vorpommern – LBienG MV) und auch bei einzelnen Landkreisen Verordnungen. So werden etwa in Baden-Württemberg die Gesundheitsbescheinigungen durch Bienensachverständige ausgestellt, die Anwanderung eines neuen Standorts kann dort auch dem Wanderwart des örtlich zuständigen Bienenzuchtvereins angezeigt werden, und Ableger können ohne Gesundheitsbescheinigung an einen neuen Standort verstellt werden, wenn dem keine Belange der Seuchenbekämpfung entgegenstehen und das Muttervolk bzw. die Muttervölker über gültige Gesundheitsbescheinigungen verfügen.
Nach der Bienenseuchen-VO ist eine Gesundheitsbescheinigung gültig, wenn sie nicht vor dem 1. September des vorhergehenden Kalenderjahres ausgestellt wurde und nicht älter als neun Monate ist.